# Sturgis (Michigan)
Pour les articles homonymes, voir Sturgis.
Sturgis est une ville du comté de Saint-Joseph, dans l'État du Michigan, aux États-Unis.
Sa population était de 10 994 habitants au recensement de 2010.